# Zona verde

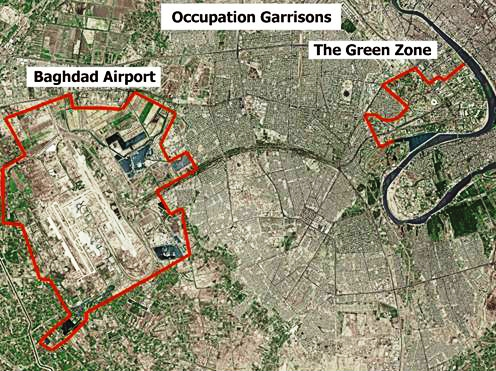
Immagine aerea dell'aeroporto e della zona verde di Bagdad

La zona verde (in arabo المنطقة الخضراء‎?, almintaqat alkhadra ed in inglese Green Zone) è il nome più comune che prende la zona internazionale di Baghdad. Si tratta, all'incirca, di 10 chilometri quadrati (3,8 miglia) nel centro di Baghdad (Iraq), centro -a suo tempo- dell'autorità provvisoria della coalizione, e tuttora centro della presenza internazionale in città. Il suo nome ufficiale sotto il governo provvisorio iracheno è "Zona Internazionale", anche se Zona Verde rimane il termine più usato. Subito all'esterno di questa zona ve ne è un'altra chiamata Zona Rossa e si riferisce a tutto il perimetro rimanente della città di Baghdad, ma anche a tutte quelle aree non protette al di fuori del sito militare. Entrambi questi termini sono nati come denominazione militare.
Un esempio della Zona verde si può vedere nel film del 2010 Green Zone diretto da Paul Greengrass, e con protagonista Matt Damon.